# Тростянский (посёлок)
Тростянский — посёлок в Новоаннинском районе Волгоградской области России, административный центр Тростянского сельского поселения.
Население — 627 (2010)

## История
Основан в 1929 году как отделение совхоза «АМО». До основания посёлка здесь были разбросаны мелкие хуторки по 5-6 дворов. Около старого кладбища хуторок Солонки, а около пруда был хуторок Иван-Владимирский. Первоначально работники совхоза жили в палатках. В 1931 году было построено первое здание – деревянное зернохранилище. Затем были перевезены дома раскулаченных с хутора Прибовский. Из них построили два первых дома, позже один из домов стал школой. В 1933 году сюда перевезли 18 домов раскулаченных с хутора Попов, из них собрали 9 домов. К 1934 году здесь было уже 15 домов. Были построены МТМ, пожарная, склад, нефтебаза. В марте 1934 года был образован самостоятельный совхоз имени товарища Сомса. В конце 1937 года хозяйство переименовали в совхоз "Тростянский".
С 1935 года территория относилась к Калининскому району. В соответствии со списком населенных пунктов Калининского района по состоянию на 01 января 1945 года центральная усадьба зерносовхоза "Тростянский относилась к Новокиевскому сельсовету. В 1957 году центральная усадьба, 2-е и 3-е отделения совхоза «Тростянский» из Ново-Киевского сельсовета были перечислены в подчинение Поповского сельсовета. Центр сельсовета из хутора Поповского был перенесен на центральную усадьбу совхоза «Тростянский». Поповский сельсовет был переименован в Тростянский.
На основании решения Волгоградского облисполкома от 07 февраля 1963 года  Калининский район был ликвидирован. Панфиловский, Новокиевский и Тростянский сельсоветы были переданы в Новоаннинский район

## Общая физико-географическая характеристика
Посёлок находится в степной местности, в пределах Хопёрско-Бузулукской равнины, являющейся южным окончанием Окско-Донской низменности, между двумя балками, на высоте около 160-170 метров над уровнем моря. Почвы — чернозёмы обыкновенные.
По автомобильным дорогам расстояние до областного центра города Волгоград составляет 260 км, до районного центра города Новоаннинский - 64 км. Ближайшая железнодорожная станция расположена в 30 км к западу в посёлке Панфилово.
Климат
Климат умеренный континентальный (согласно классификации климатов Кёппена — Dfb). Многолетняя норма осадков — 446 мм. В течение города количество выпадающих атмосферных осадков распределяется относительно равномерно: наибольшее количество осадков выпадает в июне — 52 мм, наименьшее в феврале и марте — по 24 мм. Среднегодовая температура положительная и составляет + 6,5 °С, средняя температура самого холодного месяца января −9,6 °С, самого жаркого месяца июля +21,7 °С.
Часовой пояс
Тростянский, как и вся Волгоградская область, находится в часовой зоне МСК (московское время). Смещение применяемого времени относительно UTC составляет +3:00.

## Население
Динамика численности населения по годам:
| 1987 | 2002 |
| ---- | ---- |
| ≈840 | 785  |

| 2010 |
| ---- |
| 627  |